# 味源
有限会社味源（あじげん、英: Ajigen Co., Ltd.）は、健康食品・スナック菓子を中心とする商品の製造・卸売業を行っている日本の食品メーカーである。
本社は香川県仲多度郡まんのう町に所在する。主なヒット商品に「元祖・黒ごまきな粉」「カップラーメンが美味しくなる魔法の粉」「SABACHi」（サバチ）など多くのヒット商品を生み出している。SABACHi（サバチ）は、日経MJヒット番付2020で、東の前頭にランクインした。

## 概要
1994年（平成6年）2月、創業者である西山和志が、仲多度郡琴平町五条246-1にて創業。当初は、麺類と菓子製造業を取り扱う食品メーカーであった。1999年（平成11年）に、「黒ごまきな粉」を発売し、大ヒット。2003年（平成15年）健康食品を中心とした店舗「自然の館」をオープンさせる。2003年（平成15年）に、ネット店舗初出店となる「自然の館」を楽天市場にオープン。2008年（平成20年）に、創業者の長男である西山泰和が代表取締役に就任。日本で最初に食品をメール便で送ることを始めるなど、新商品・ヒット商品を次々と生み出す。OEMやPBなどの業務なども多数展開している。

## 沿革
- 1994年（平成06年）香川県仲多度郡琴平町にて創業。麺類・菓子製造業を開始。
- 1998年（平成10年）香川県仲多度郡まんのう町に本社を移転。同時に工場を新設。
- 1999年（平成11年）香川県琴平工場跡地に四国営業部を移転。
- 2003年（平成15年）香川県仲多度郡仲南町（現 まんのう町）に本社工場を移転。直営店「自然の館」オープン。また、楽天市場に初のネット店舗となる「自然の館」を出店。
- 2004年（平成16年）中国人研修生の受け入れを開始。
- 2007年（平成19年）Yahoo!ショッピングに「自然の館」を出店。
- 2008年（平成20年）代表取締役に西山泰和が就任。
- 2009年（平成21年）500m2の在庫倉庫およびキャンディ製造工場を新設。
- 2010年（平成22年）2,000m2の敷地拡張。
- 2011年（平成23年）1,000m2の資材倉庫を新設。
- 2013年（平成25年）2,100m2の低温倉庫を新設。
- 2014年（平成26年）「ISO9001:2008」を取得。
- 2015年（平成27年）有機JAS小分け事業者として認定。東京港区に東京営業所を開設。
- 2017年（平成29年）第二製造工場（1,610m2）を新設。
- 2018年（平成30年）「ISO22000：2005」（食品安全マネジメントシステム）を認証取得。
- 2020年（令和2年）  ベトナム人実習生受入れ開始。
- 2021年（令和3年）  EQA HACCP（Type A）認証取得。

## 営業所
2015年（平成27年）東京営業所（港区西新橋一丁目17-8）を設立。

## 主な商品
- 菓子
　SABACHi（鯖チップス）
　TUNACHi（ツナチ）
　ナッツ類
　ドライフルーツ
- 訳ありシリーズ（おかき・じゃがスティック）
- 黒ごまきな粉
- 美容・健康食品
- 麺類
- だし・調味料
- 雑穀

ほか多数

## 受賞歴
- 2009年（平成21年）

【楽天市場】全国グルメ甲子園夏 全国17位
【楽天市場】うどん・そば選手権 うどん部門 優勝
- 2010年（平成22年）

【楽天市場】ショップ・オブ・ザ・ウィーク3月3週賞スイーツ部門
【楽天市場】うどん・そば選手権 うどん部門 優勝
【楽天市場】共同購入賞受賞
【楽天市場】スイーツジャンル賞週間ＭＶＰ受賞
【楽天市場】グルメ大賞2010！楽天市場で人気を集めたグルメを発表！ 生菓子部門 受賞
【楽天市場】激闘！グルメ甲子園2011夏 全国大会ベスト8
- 2011年（平成23年）

【楽天市場】グルメ訳ありカップ2011 ベスト4入賞
【楽天市場】グルメ甲子園2011春 全国大会ベスト3入賞
【楽天市場】ショップ・オブ・ザ・イヤー 食品ジャンル賞受賞
- 2012年（平成24年）

【楽天市場】ショップ・オブ・ザ・イヤー2012 食品ジャンル大賞
- 2013年（平成25年）

【楽天市場】グルメ大賞2012 その他惣菜・食材部門受賞(国産玉ねぎスープ)
【楽天市場】ショップ・オブ・ザ・イヤー2013 惣菜・食材ジャンル大賞ダブルイヤー賞受賞
- 2014年（平成26年）

【楽天市場】ショップ・オブ・ザ・イヤー2014 惣菜・食材ジャンル大賞ダブルイヤー賞受賞
- 2015年（平成27年）

【楽天市場】楽天年間ランキング スイーツ・お菓子部門1位獲得
- 2016年（平成28年）

【楽天市場】ショップ・オブ・ザ・マンス 食品ジャンル賞 食品ジャンルモバイル賞 メールマガジン賞 受賞
【楽天市場】年間ランキング 受賞
【楽天市場】グルメ大賞 雑穀・ドライフルーツ・くるみ部門 受賞
- 2017年（平成29年）

【FOODEX 美食女子グランプリ】 「未来雑穀」「味源のだし」 金賞受賞
【楽天市場】年間ランキング　雑穀・だし・アーモンド・ドライフルーツ・くるみ部門 受賞
【Yahoo!ショッピング】AREA Awards2017　四国エリア 食品カテゴリ賞 第2位
【Yahoo!ショッピング】Best Store Awards 2017　フルーツ、野菜、食料品部 第3位
【Wowma!】BEST SHOP AWARD 2017　惣菜カテゴリ大賞
- 2018年（平成30年）

【FOODEX 美食女子グランプリ】「母美人」金賞受賞、「生姜の花嫁」 銀賞受賞
【Yahoo!ショッピング】 AREA Awards2018 香川県 食品カテゴリ賞
【Yahoo!ショッピング】 AREA Awards2018 四国エリア 食品カテゴリ賞 第1位
【Wowma!】BEST SHOP AWARD 2018 総合4位
- 2019年（平成31年/令和元年）

【Yahoo!ショッピング】 AREA Awards2019 香川県 食品カテゴリ賞 第1位
【au Wowma!】 BEST SHOP AWARD 2019　フルーツ・果物カテゴリ賞
- 2020年（令和2年）

【楽天市場】ショップ・オブ・ザ・イヤー2020 スイーツジャンル賞　大賞受賞
【Yahoo!ショッピング】 AREA Awards2020（1期） 四国エリア 食品カテゴリ賞 第1位
【Yahoo!ショッピング】 AREA Awards2020（1期） 四国エリア 大賞
【PayPayモール】BEST STORE AWARDS 2020 食品部門 第3位
【au PAYマーケット】BEST SHOP AWARD 2020 総合2位
【Qoo10】2020 Seller Award　受賞

## メディア
- RSK『イブニング5時』2014年8月20日放送分 社長室におじゃまします
- 日本テレビ『ヒルナンデス!』2014年9月5日放送分 ドン・キホーテ主婦に嬉しい買い物術特集
- 毎日放送『ちちんぷいぷい』2014年9月16日放送分 新商品特集
- TBS『がっちりマンデー!!』2014年10月26日放送分 儲かる粉ビジネス最前線！特集
- フジテレビ『ノンストップ!』2014年12月3日放送分 イルミネーション特集
- 読売テレビ『あさパラ!』2014年12月6日放送分 パーティー応援グッズ特集
- 毎日放送『ちちんぷいぷい』2014年12月9日放送分 ちちんぷいぷい朝会で話題になった魔法のオイル
- テレビ朝日『SmaSTATION!!』2014年12月13日放送分 今年の流行が全部わかる！2014年ヒットランキング特集
- 中京テレビ『キャッチ!』2015年1月27日放送分 おいしいラーメングッズ特集
- TBS『Nスタ』2015年2月16日放送分 未来の“ヒット商品”を先取り！
- TBS『ひるおび!』2015年4月14日放送分 カップ麺で精進料理を楽しむ特集
- フジテレビ『ノンストップ!』2015年4月1日放送分 ちょっと気になる話題特集
- TBS『あさチャン!』2015年5月6日放送分 “変わり種”ふりかけ特集
- RSK『イブニングニュース』2015年6月17日放送分 元気企業 食品に“魔法”を…「味源」
- RNC西日本放送『ルック』2015年7月2日放送分 地域発・輝くカンパニー
- 朝日放送『おはよう朝日です』2015年7月8日放送分 チョイかけ調味料で料理をさらにおいしく！
- フジテレビ『めざましテレビ』2015年8月6日放送分 まるで魔法！100レシピで作れる万能ダレ
- 関西テレビ『モモコのOH!ソレ!み～よ!』2015年11月7日放送分 ふりかけるだけ！サラうま調味料を調査！！
- フジテレビ『直撃LIVE グッディ!』2015年11月16日放送分 斬新！ふりかけ日本一決定戦
- KSB瀬戸内海放送『自由人、会社人～トップの横顔～』2015年11月22日放送分
- RSK『イブニングニュース』2015年12月7日放送分 香川の企業が開発「暖まる…“新しいカイロ”とは？
- フジテレビ『直撃LIVE グッディ!』2015年12月9日放送分 “食べるカイロ”1粒でポカポカに！？
- TBS『Nスタ』2016年2月15日放送分 主婦必見“明日”のヒット商品続々
- 日本テレビ『沸騰ワード10』2016年3月11日放送分 進化するふりかけ業界がわかる10ワード特集
- RSK『イブニングニュース』2016年12月16日放送分 今年の一皿 パクチーで新ブランド
- 日本テレビ『ヒルナンデス!』2017年2月28日放送分 話題のハイグレードふりかけ特集
- テレビ朝日『スーパーJチャンネル』2017年4月4日放送分 ユニーク食品開発企業“ある植物”の食品を売り出し
- テレビせとうち『プライドせとうち経済のチカラ』2018年4月28日放送分 きょうは香川の異色食品メーカー - YouTube
- 北海道ラジオFM north wave 82.5FM『 11 O’clock snack 11時のおやつ 』2020年4月22日放送分 SABACHi紹介
- OHK『ビズワン!』2020年4月25日放送分 サキドリSABACHi - YouTube
- テレビせとうち『プライドせとうち経済のチカラ』2020年6月21日放送分 どうなった？あの企業！part3 - YouTube
- 日本テレビ『今夜くらべてみました』2020年7月15日放送分 スマホ買い物 履歴で判明！女子の生態
- テレビ東京『よじごじDays』2020年11時5分放送分 食品の新製品を追う業界誌 編集長に聞く！ヒットの秘密
- HBC北海道放送ラジオ 2020年11月5日放送分 TUNACHi
- 北海道ラジオFM north wave 82.5FM『11 O’clock snack 11時のおやつ』2021年4月14日放送分 TUNACHi
- 北海道ラジオFM north wave 82.5FM『11 O’clock snack 11時のおやつ』2021年5月3日放送分 モスバーガーポテト（照焼バーガー風味）